# Åke Johansson
Åke Johansson (Norrköping, 19 de marzo de 1928 - ibídem, 21 de diciembre de 2014) fue un futbolista sueco que jugaba en la demarcación de defensa. Además fue un jugador de hockey sobre hielo.

## Biografía
Debutó como futbolista con el IFK Norrköping en 1948. Jugó durante toda su carrera en el club, llegando a ganar la máxima categoría del fútbol sueco, la Allsvenskan, en seis ocasiones —1952, 1956, 1957, 1960, 1962 y en 1963—. Además ganó el Guldbollen en 1957, consagrándose como el mejor jugador de fútbol en Suecia. Tras su retiro como futbolista en 1966, fue jugador de hockey sobre hielo, participando con la selección de hockey sobre hielo de Suecia.
Falleció el 21 de diciembre de 2014 en Norrköping a los 86 años de edad.

## Selección nacional
Jugó un total de 53 partidos con la selección de fútbol de Suecia, llegando a disputar la Copa Mundial de Fútbol de 1958, llegando a la final, perdiendo contra Brasil. 

## Clubes
| Club           | País   | Año         | Partidos | Goles |
| -------------- | ------ | ----------- | -------- | ----- |
| IFK Norrköping | Suecia | 1948 - 1966 | 321      | 1     |

## Palmarés

### Campeonatos nacionales
| Título      | Club           | País   | Año  |
| ----------- | -------------- | ------ | ---- |
| Allsvenskan | IFK Norrköping | Suecia | 1952 |
| Allsvenskan | IFK Norrköping | Suecia | 1956 |
| Allsvenskan | IFK Norrköping | Suecia | 1957 |
| Allsvenskan | IFK Norrköping | Suecia | 1960 |
| Allsvenskan | IFK Norrköping | Suecia | 1962 |
| Allsvenskan | IFK Norrköping | Suecia | 1963 |

### Distinciones individuales
| Título     | Club           | País   | Año  |
| ---------- | -------------- | ------ | ---- |
| Guldbollen | IFK Norrköping | Suecia | 1957 |